# 오다 스에마루
오다 스에마루(일본어: 織田寿重丸, 1866년 4월 5일 ~ 1871년 6월 26일)는 일본 덴도번의 4대 번주이다. 2대 번주 오다 노부미치의 여섯 번째 아들이다.
1868년 12월 7일, 신정부는 보신 전쟁에서 정부에 대항한 죄로 형인 덴도 번주 오다 노부토시에게 2천 석 영지를 몰수하고 은거 명령을 내렸다. 그해 12월 18일, 노부토시가 은거함에 따라 동생인 스에마루가 가문을 계승하였다. 1869년, 판적봉환이 있은 뒤 6월 22일에 덴도 번지사가 되었다. 하지만 나이가 어렸기 때문에 면직되었고, 은거하고 있던 형 노부토시가 번지사가 되었다. 이에 따라 스에마루는 형 노부토시의 양자가 되었다. 1871년, 6세의 나이로 사망하였다.
| 전임 오다 노부토시 | 제4대 덴도번 번주 1868년 ~ 1869년 | 후임 오다 노부토시 |